# Tour de Normandie 2009
Die 29. Tour de Normandie (seit Wiederaufnahme der Rundfahrt 1981) fand vom 23. bis 29. März 2009 statt. Das Radrennen wurde in einem Prolog, fünf Etappen und zwei Halbetappen über eine Distanz von 1085,7 Kilometern ausgetragen. Das Rennen war Teil der UCI Europe Tour 2009 und in die Kategorie 2.2 eingeordnet.

## Etappen
| Etappe     | Tag      | Start – Ziel                     | km        | Etappensieger        | Führender        |
| ---------- | -------- | -------------------------------- | --------- | -------------------- | ---------------- |
| Prolog     | 23. März | Mondeville – Mondeville          | 5,7 (EZF) | Morgan Chedhomme     | Morgan Chedhomme |
| 1. Etappe  | 24. März | Colombelles – Forges les Eaux    | 198       | Steven Caethoven     | Bram Schmitz     |
| 2a. Etappe | 25. März | Forges les Eaux – Grand Couronne | 84        | Boy van Poppel       | Bram Schmitz     |
| 2b. Etappe | 25. März | Grand-Couronne – Elbeuf          | 76        | Fabien Bacquet       | Bram Schmitz     |
| 3. Etappe  | 26. März | Elbeuf – Flers                   | 201       | Freddy Bichot        | Bram Schmitz     |
| 4. Etappe  | 27. März | Domfront – Valognes              | 194       | Lars Petter Nordhaug | Bram Schmitz     |
| 5. Etappe  | 28. März | Valognes – Bagnoles de l’Orne    | 184       | Alexis Bodiot        | Bram Schmitz     |
| 6. Etappe  | 29. März | Bagnoles de l’Orne – Caen        | 143       | Benoît Daeninck      | Bram Schmitz     |